# Səmra Rəhimli
Səmra Rəhimli (ur. 20 października 1994 w Baku) – azerska piosenkarka, reprezentantka Azerbejdżanu w 61. Konkursie Piosenki Eurowizji w 2016 roku.

## Życiorys
Səmra Rəhimli zaczęła swoją karierę w wieku szesnastu lat, biorąc udział w azerskich eliminacjach eurowizyjnych Milli seçim turu. Ostatecznie nie zakwalifikowała się do finału. W 2015 roku uczestniczyła w programie The Voice of Turkey, gdzie dotarła do ćwierćfinału. 
W 2016 znalazła się w finale pierwszej edycji programu Səs Azərbaycan, będącego azerskim odpowiednikiem talent show The Voice. W marcu ogłoszono, że piosenkarka została wybrana wewnętrznie przez telewizję İctimai z utworem „Miracle” na reprezentantkę Azerbejdżanu w 61. Konkursie Piosenki Eurowizji w Sztokholmie. 10 maja wystąpiła w pierwszym półfinale konkursu i z szóstego miejsca zakwalifikowała się do finału. Cztery dni później zaprezentowała się w finale i zajęła w nim siedemnaste miejsce z 117 punktami na koncie w tym 73 punkty od telewidzów (12. miejsce) i 44 pkt od jurorów (19. miejsce).